# Liste von Pinguinbrunnen
In dieser Liste sind Pinguinbrunnen aufgeführt, also Brunnen im öffentlichen Raum, die Pinguine zum Thema haben.

## Deutschland
| Bezeichnung                          | Bild           | Standort                                                                | Künstler             | Errichtung Einweihung | Weitere Informationen |
| ------------------------------------ | -------------- | ----------------------------------------------------------------------- | -------------------- | --------------------- | --- |
| Pinguinbrunnen (Berlin)              |                | Berlin-Wannsee, im Garten des Landhauses Oppenheim                      | August Gaul          | 15. Februar 1913      | Quelle: Kunst für alle, Jahrgang 28, Heft 10, Tafel nach S. 232 |
| Pinguinbrunnen (Erlangen)            | weitere Bilder | Erlangen                                                                | Harry Christlieb     | 1951                  | Der Brunnen ist abgebaut, es existiert nur noch die Skulptur |
| Pinguinbrunnen (Großauheim)          |                | Großauheim 50,107148° N, 8,940653° O                                    | August Gaul          |                       | August Gaul hat die sechs Pinguinfiguren geschaffen, die den Brunnen krönen. Das originale Steinbecken des Brunnens, ebenfalls von August Gaul, wurde 2013 durch ein neues Becken ersetzt, geschaffen vom Frankfurter Bildhauer Franz Gutberlet |
| Pinguinbrunnen (Halle (Saale))       |                | Halle (Saale) 51,47481° N, 11,96993° O                                  | Otto Leibe           | 1969                  | |
| Pinguinbrunnen (Hamburg-Winterhude)  | weitere Bilder | Hamburg, Stadtpark 53,595083° N, 10,028486° O                           | August Gaul          | 1912                  | Bronze; sechs Einzeltiere; Teil des 1925 vollendeten Pinguinbrunnens |
| Pinguinbrunnen (Hamburg-Bahrenfeld)  | weitere Bilder | Hamburg, Altonaer Volkspark 53,57796° N, 9,90131° O                     |                      | 1925                  | |
| Pinguinbrunnen (Hamburg-Barmbek-Süd) | weitere Bilder | Hamburg, Von-Essen-Straße 53,57603° N, 10,0448° O                       | Kurt Bauer           | 1957                  | |
| Pinguinbrunnen (Hilden)              | weitere Bilder | Hilden, Kirchhofstraße Ecke Heiligenstraße 51,16528° N, 6,93899° O      | Hans Peter Feddersen | 1955                  | siehe auch Kunstwerke im öffentlichen Raum in Hilden |
| Pinguinbrunnen (München)             | weitere Bilder | München, Perlacher Straße 53/55, Obergiesing 48,110949° N, 11,585103° O | Adolf Giesin         | 1931                  | Die runde Beckenschale besteht aus Kunststein, der Pinguin darauf aus Bronze. |

## Weitere
| Bezeichnung                 | Bild           | Standort                                                                                           | Staat      | Künstler       | Errichtung Einweihung | Weitere Informationen |
| Pinguinbrunnen (Frauenfeld) |                | Frauenfeld beim Schulhaus Spanner 47,55721° N, 8,901176° O                                         | Schweiz    | Otto Schilt    | 1933                  | Trinkbrunnen |
| Vogeltränkebrunnen          | weitere Bilder | Wien, im 1. Wiener Gemeindebezirk, Innere Stadt, Teil des Wiener Stadtparks 48,2044° N, 16,3788° O | Österreich | Mario Petrucci | 1953                  | |
| Pinguinbrunnen (Wien)       | weitere Bilder | Wien, Gussriegelstraße Nr. 52 48,16714° N, 16,35826° O                                             | Österreich | Walter Leitner | 1962                  | Der Pinguinbrunnen besteht aus Bronze und Naturstein, die Brunnenschale schmücken Fisch-Mosaike (siehe auch Gussriegelstraße#Nr. 52: Pinguinbrunnen). |
| Pinguinbrunnen (Zürich)     |                | Zürich 47,374558° N, 8,495979° O                                                                   | Schweiz    |                |                       | |